# Сен-Лоран-дю-Марони (округ)
Округ Сен-Лоран-дю-Марони (фр. Arrondissement de Saint-Laurent-du-Maroni) — округ во Франции, один из округов в регионе Французская Гвиана. Департамент округа — Французская Гвиана. Супрефектура — Сен-Лоран-дю-Марони. Площадь округа — 40 945 км². Население — 78 849 чел. (2011).
Включает 3 кантона:
- Мана;
- Марипасула;
- Сен-Лоран-дю-Марони.

Включает 8 коммун:
- Авала-Ялимапо;
- Мана;
- Сен-Лоран-дю-Марони;
- Апату;
- Гран-Санти;
- Папаиштон;
- Саюль;
- Марипасула.